# Glyptopomus
Glyptopomus — вимерлий рід доісторичних саркоптеригових або лопатеперих риб.